# Distretto di Bhavnagar
Il distretto di Bhavnagar è un distretto del Gujarat, in India, di 2 469 264 abitanti. Il suo capoluogo è Bhavnagar.
Nel 2013 ha ceduto una parte di territorio per l'istituzione del distretto di Botad.